# Rów Palau
Rów Palau – rów oceaniczny, znajdujący się w dnie Pacyfiku, w Morzu Filipińskim. Osiąga głębokość 8138 m. Rozpościera się na wschód od wysp Palau. Długość Rowu Palau wynosi 400 km, a szerokość 40 km. Jego współrzędne geograficzne to: 7°52´N i 134°56´E.